# Mammea americana
El mamey, también conocido como mamey amarillo, mamey de Cartagena de Indias, mamey de Guacayarima o mamey de Santo Domingo (Mammea americana), es una fruta perennifolia de la familia Calophyllaceae (anteriormente Clusiaceae, también conocida internacionalmente como gutífera, en el sistema de clasificación de Cronquist) de frutos dulces, comestibles.

## Origen, distribución actual y hábitat
Es probablemente originario de las Antillas. Es muy conocido en Centroamérica y en el norte de Sudamérica. Actualmente se cultiva también en otras áreas tropicales del mundo. Es un árbol propio de bosques tropicales húmedos a muy húmedos, con pluviosidad anual en el rango 1500-3000 mm. Prefiere exposiciones luminosas y en llanura. Suele estar presente en las colecciones de especies tropicales de los jardines botánicos de todo el mundo.

## Descripción

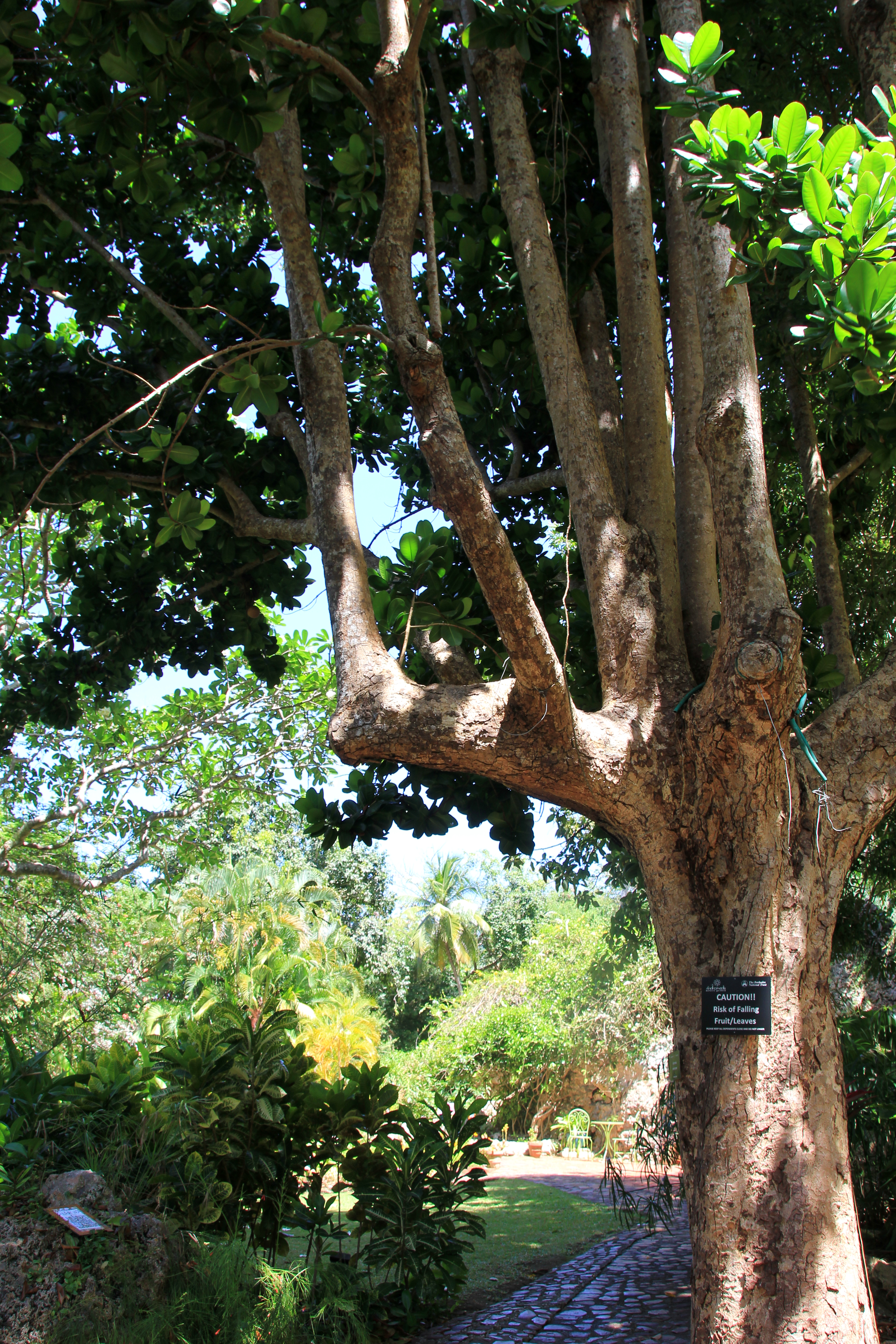

El mamey es similar en apariencia a la magnolia; puede alcanzar más de 20 metros de altura en zonas tropicales; la copa es piramidal, de follaje denso, y el tronco —de fuste recto— está cubierto por corteza áspera de color marrón-grisáceo. Ramillas con látex amarillento. Las hojas son gruesas y de textura coriácea, con el haz de color verde oscuro y el envés más pálido. Son opuestas, simples, de forma elíptica; alcanzan de 15 a 25 cm de longitud y 5 a 10 cm de ancho. Como en el magnolio, están orientadas hacia arriba. 
Las flores son muy vistosas y fragantes, de color blanco; aparecen solitarias o en racimos de dos o tres unidades. Miden 2 a 2,5 cm de diámetro. El árbol puede ser dioico o hermafrodita indistintamente.
Su fruto, aunque se toma habitualmente por una drupa, es en realidad una baya. De forma redondeada, de 8 a 20 cm de diámetro, está cubierto por una cáscara gruesa de color gris o pardo terroso, compuesta por la conjunción de exo y mesocarpo; pende de un tallo corto y grueso, y en su ápice son visibles los restos florales. La pulpa es firme, aromática y muy dulce, de sabor agradable, de color naranja a rojizo; se consume directamente como fruta fresca, o se usa en la preparación de dulces y refrescos. 
Una membrana blanca y astringente, parte del mesocarpio, se adhiere a ella en la parte externa. Contiene de 1 a 6 semillas de color pardo y forma oblonga, cuyo jugo deja una mancha indeleble.

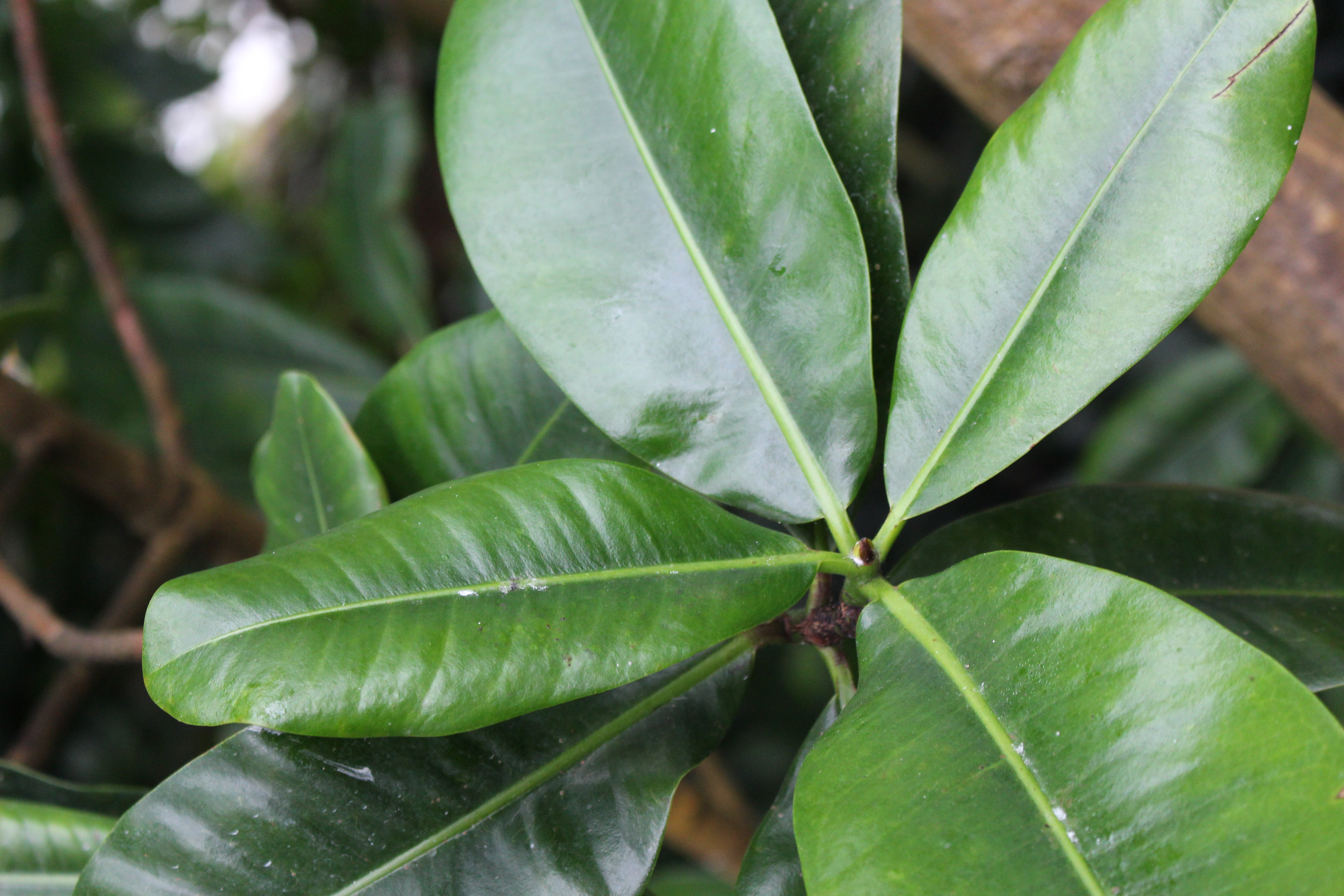
Hojas de Mammea americana en el Jardín botánico Nymphenburg de Múnich Alemania.

## Cultivo y usos

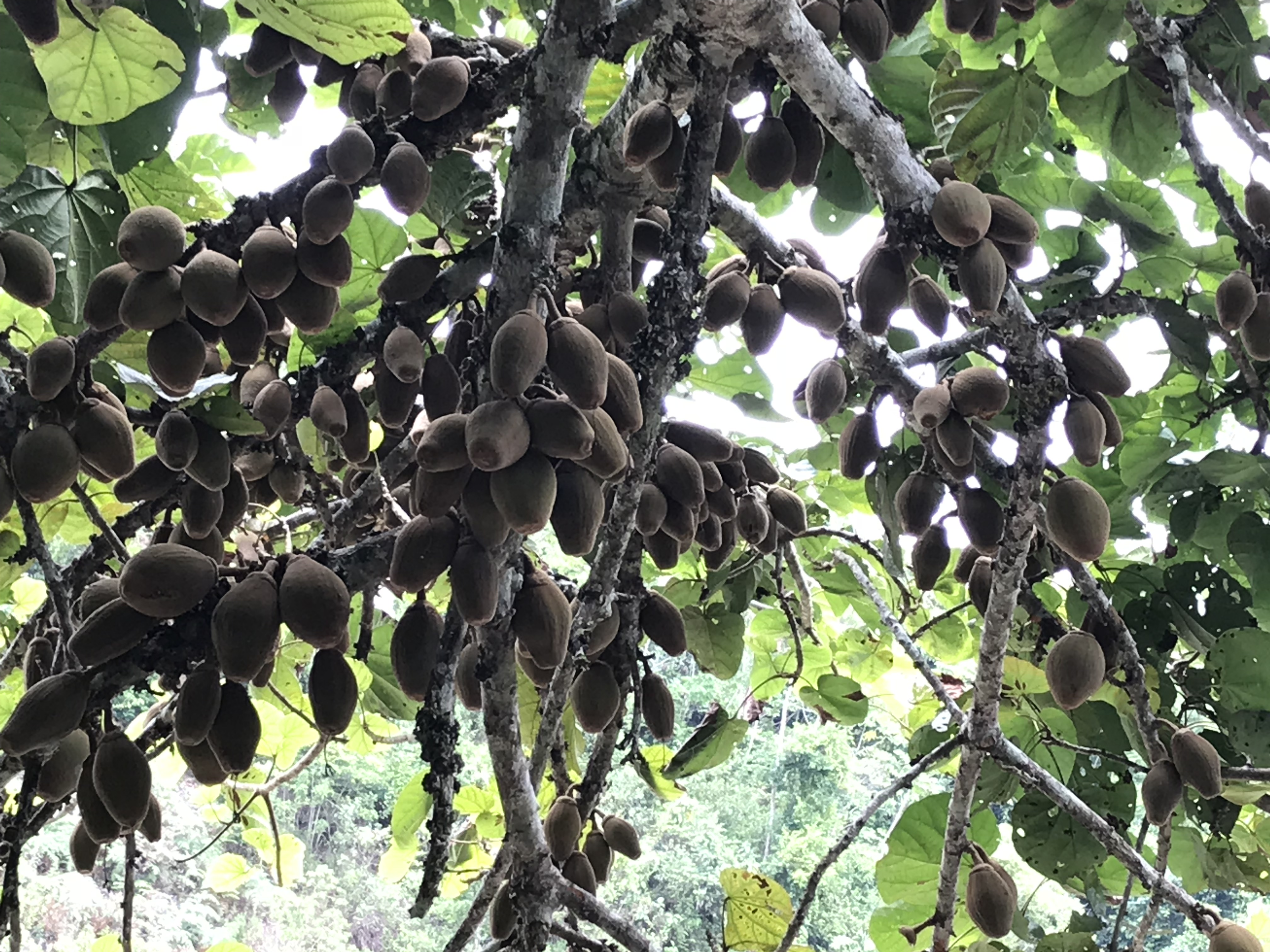
Detalle de la fructificación de un zapote (Matisia cordata), asilvestrado en la Amazonía peruana, con el cual se confunde frecuentemente al mamey (Mammea americana).

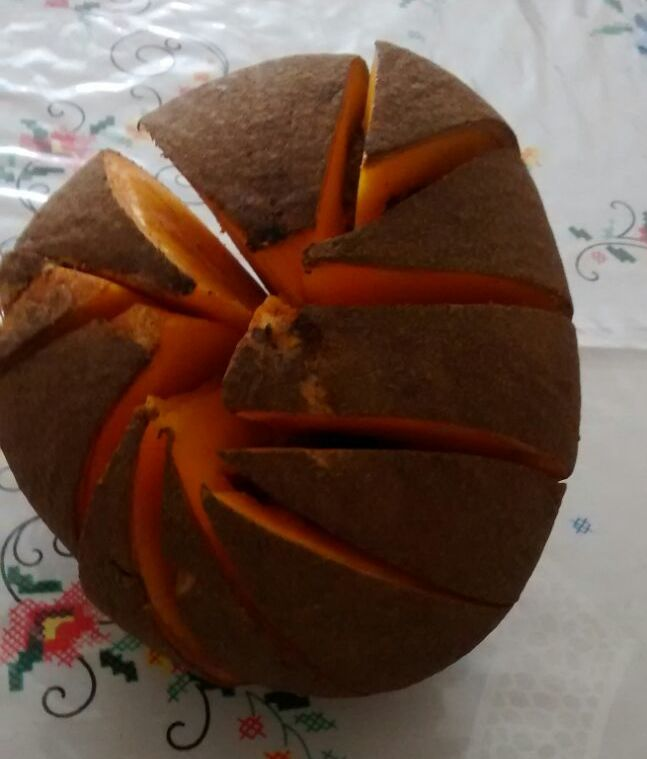
Mamey maduro en Perú.

El mamey exige suelos ricos y buen drenaje; no resiste las heladas ni la sequía. Se cultiva sobre todo por el fruto comestible, pero también como ornamental, como cortavientos o para hacer alineaciones, a pesar de su lento crecimiento. Se planta la semilla, que germina en unas 6-8 semanas. La germinación por semillas da lugar a una gran variabilidad en sus características organolépticas, lo que reduce su potencial comercial. Más raramente se multiplica también por esqueje, aunque los cultivos comerciales son escasos.
Su crecimiento es lento, empezando a florecer entre los 6 y los 12 años. El fruto se consume directamente como fruta fresca, como postre, en ensaladas, para refrescos, como ingrediente de batidos y de dulces o en conserva. El fruto es naturalmente muy dulce, sin acidez y su textura es suave, cremosa y uniforme. La estructura es parecida a un aguacate. Es una especie que llega a centenaria. Es altamente productivo y su fruto alcanza buen precio en los mercados locales. 
El árbol es una especie ornamental atractiva, de follaje denso y copa regular y proporcionada. La madera es dura y muy bella, aunque no de calidad. En las Antillas las flores se utilizan para la destilación de un licor intenso y fragante. Contiene taninos, por lo que ha recibido un uso limitado en curtiembre. 
El látex extraído de la corteza y de la cáscara de la fruta verde y las infusiones de las semillas pulverizadas se usan como insecticidas para eliminar las garrapatas y las niguas en los animales domésticos y piojos en los humanos, sin embargo debe usarse con precaución, ya que se han registrado envenenamientos por esta aplicación. En medicina popular, los usos del mamey han incluido el tratamiento de las infecciones del cuero cabelludo, la diarrea y los problemas oculares y digestivos.